# Orot
Orot (hebrejsky אוֹרוֹת, doslova „Světla“, v oficiálním přepisu do angličtiny Orot) je vesnice typu mošav v Izraeli, v Jižním distriktu, v Oblastní radě Be'er Tuvja.

## Geografie
Leží v nadmořské výšce 50 metrů v pobřežní nížině, v regionu Šefela.
Obec se nachází 12 kilometrů od břehu Středozemního moře, cca 37 kilometrů jižně od centra Tel Avivu, cca 47 kilometrů jihozápadně od historického jádra Jeruzalému a 1 kilometr severozápadně od Kirjat Mal'achi. Severně od vesnice se rozkládá letecká základna Chacor. Orot obývají Židé, přičemž osídlení v tomto regionu je etnicky převážně židovské.
Orot je na dopravní síť napojen pomocí lokální silnice číslo 3703.

## Dějiny
Orot byl založen v roce 1952. Novověké židovské osidlování tohoto regionu začalo po válce za nezávislost tedy po roce 1948, kdy oblast ovládla izraelská armáda.
Myšlenka na zřízení tohoto mošavu se zrodila okolo roku 1948 mezi skupinou Židů v americkém státu New Jersey. V roce 1950 se s představiteli této skupiny sešel izraelský politik a pozdější předseda vlády Levi Eškol. Roku 1951 pak do Izraele přesídlil jeden z vůdců této skupiny Pinchas Wechselberg a zahájil proces výběru vhodné lokality a zřizování zemědělské osady. Usadil se poblíž již existující vesnice Be'er Tuvja. Zpočátku se nová osada nazývala Be'er Tuvja Bet (באר טוביה ב). Kromě Wechselberga se sem přistěhovalo i dalších šest rodin. V dubnu 1953 zde bylo dokončeno prvních 20 trvalých domů. Dalších 10 domků bylo dokončeno roku 1957. Kvůli častým odchodům osadníků bylo pak rozhodnuto umožnit v nové vesnici usídlení Židům nenáležejícím k původní zakladatelské skupině. Od roku 1998 osada přešla na individuální hospodaření bez družstevních prvků původního mošavu.
Jméno vesnice je inspirováno citátem z biblické Knihy Izajáš 26,19 - „Tvoji mrtví obživnou, má mrtvá těla vstanou! Probuďte se, plesejte, kdo přebýváte v prachu! Vždyť tvá rosa je rosou světel, porazíš i zemi stínů“

## Demografie
Podle údajů z roku 2014 tvořili naprostou většinu obyvatel v Orot Židé (včetně statistické kategorie "ostatní", která zahrnuje nearabské obyvatele židovského původu ale bez formální příslušnosti k židovskému náboženství).
Jde o menší obec vesnického typu s dlouhodobě rostoucí populací. K 31. prosinci 2014 zde žilo 502 lidí. Během roku 2014 populace stoupla o 5,5 %.
| Rok            | 1961 | 1972 | 1983 | 1995 | 2001 | 2003 | 2004 | 2005 | 2006 | 2007 | 2008 | 2009 | 2010 | 2011 | 2012 | 2013 | 2014 |
| -------------- | ---- | ---- | ---- | ---- | ---- | ---- | ---- | ---- | ---- | ---- | ---- | ---- | ---- | ---- | ---- | ---- | ---- |
| Počet obyvatel | 208  | 248  | 230  | 293  | 418  | 416  | 407  | 416  | 430  | 467  | 476  | 423  | 440  | 467  | 470  | 476  | 502  |